# Celebrindor
Celebrindor es un personaje ficticio que pertenece al legendarium creado por el escritor británico J. R. R. Tolkien y cuya breve historia es narrada en los apéndices de la novela El Señor de los Anillos. Es un dúnadan, hijo de Celepharn y quinto rey de Arthedain. Su nombre es sindarin, aunque su traducción es desconocida y tan sólo puede interpretarse celeb («plateada» o «de plata»).
Nació en el año 1062 de la Tercera Edad del Sol y asumió el trono al morir su padre en 1191 T. E. Tras ochenta años de reinado y doscientos diez de vida, muere en 1271 T. E., siendo sucedido por su hijo Malvegil.
En los primeros textos que Tolkien escribió sobre el apéndice A de El Señor de los Anillos, donde se recoge la historia de los descendientes del rey Elendil, Celebrindor recibía el nombre de Celemenegil y era el decimoséptimo heredero y por tanto séptimo rey de Arthedain. En una versión posterior pasó a ser el decimoquinto y su nombre fue cambiado por Celebrindol, siendo rebautizado finalmente como Celebrindor.